# Paragominas
Paragominas là một đô thị thuộc bang Pará, Brasil. Đô thị này có diện tích 19395,69 km², dân số năm 2007 là 90815 người, mật độ 4,68 người/km².